# Рузвельт, Теодор (старший)
Теодор Рузвельт-старший (англ. Theodore Roosevelt Sr.; 22 сентября 1831, Нью-Йорк, США — 9 февраля 1878, Нью-Йорк, США) — американский предприниматель и филантроп, отец президента США Теодора Рузвельта, сооснователь Метрополитен-музея и Американского музея естественной истории.

## Биография
Теодор Рузвельт родился в Нью-Йорке в семье предпринимателя Корнелиуса Рузвельта (1794—1871) и Маргарет Барнхилл (1799—1861). Его четырьмя старшими братьями были Сайлас (1823—1870), Джеймс (1825—1898), Корнелиус-младший (1827—1887) и Роберт (1829—1906). Его младший брат Уильям умер в возрасте одного года.
Теодор присоединился к семейному предприятию Roosevelt & Son, которое в то время было крупнейшим импортером листового стекла в Нью-Йорке, и стал деловым партнёром своего отца. В 1865 году, когда последний окончательно отошёл от дел, Теодор и его брат Джеймс стали управлять компанией. Оба продолжали вести бизнес до 1876 года, когда они окончательно преобразовали компанию в банковский дом.
Рузвельт был активным сторонником северных штатов во время Гражданской войны. Помог разработать законопроект о создании комиссий по распределению, который был принят Конгрессом США 24 декабря 1861 года. Президент США Авраам Линкольн назначил его одним из комиссаров Нью-Йорка. Теодор также участвовал в создании Ассоциации защиты военных претензий, которая без взимания платы обслуживала требования ветеранов-инвалидов и оставшихся в живых. Бюро по трудоустройству солдат было создано в его доме. Он был вице-президентом Государственной ассоциации помощи благотворительным организациям, членом Совета объединённых благотворительных организаций и президентом Государственного совета благотворительных организаций. Теодор был одним из основателей Ортопедической больницы в Нью-Йорке, специализирующейся на лечении заболеваний позвоночника и бёдер, и одним из основателей Общества помощи детям, где он был попечителем. 
Когда его отец скончался в своей летней резиденции в Ойстер-Бэй в 1871 году, он оставил ему более 3 миллионов долларов. Теодор потратил большую часть своего состояния на благотворительность, такую как ночлежка для газетчиков и Ассоциация молодых христиан. Рузвельт стал сооснователем Метрополитен-музея и Американского музея естественной истории.
В октябре 1877 года был выдвинут президентом США Резерфордом Хейзом на должность инспектора порта Нью-Йорка, но был отклонён в декабре Сенатом США. В это время Рузвельт начал испытывать сильные спазмы в желудке, вызванные опухолью желудочно-кишечного тракта, ошибочно диагностированной как перитонит. Поначалу Теодор скрывал степень своей болезни от своего старшего сына, который в то время учился в Гарварде. Однако в феврале 19-летнему Теодору-младшему сообщили о болезни, и он немедленно сел на поезд из Кембриджа в Нью-Йорк, где на несколько часов опоздал увидеть своего отца живым. Похоронен Теодор Рузвельт-старший на кладбище Грин-Вуд в Бруклине.

## Семья

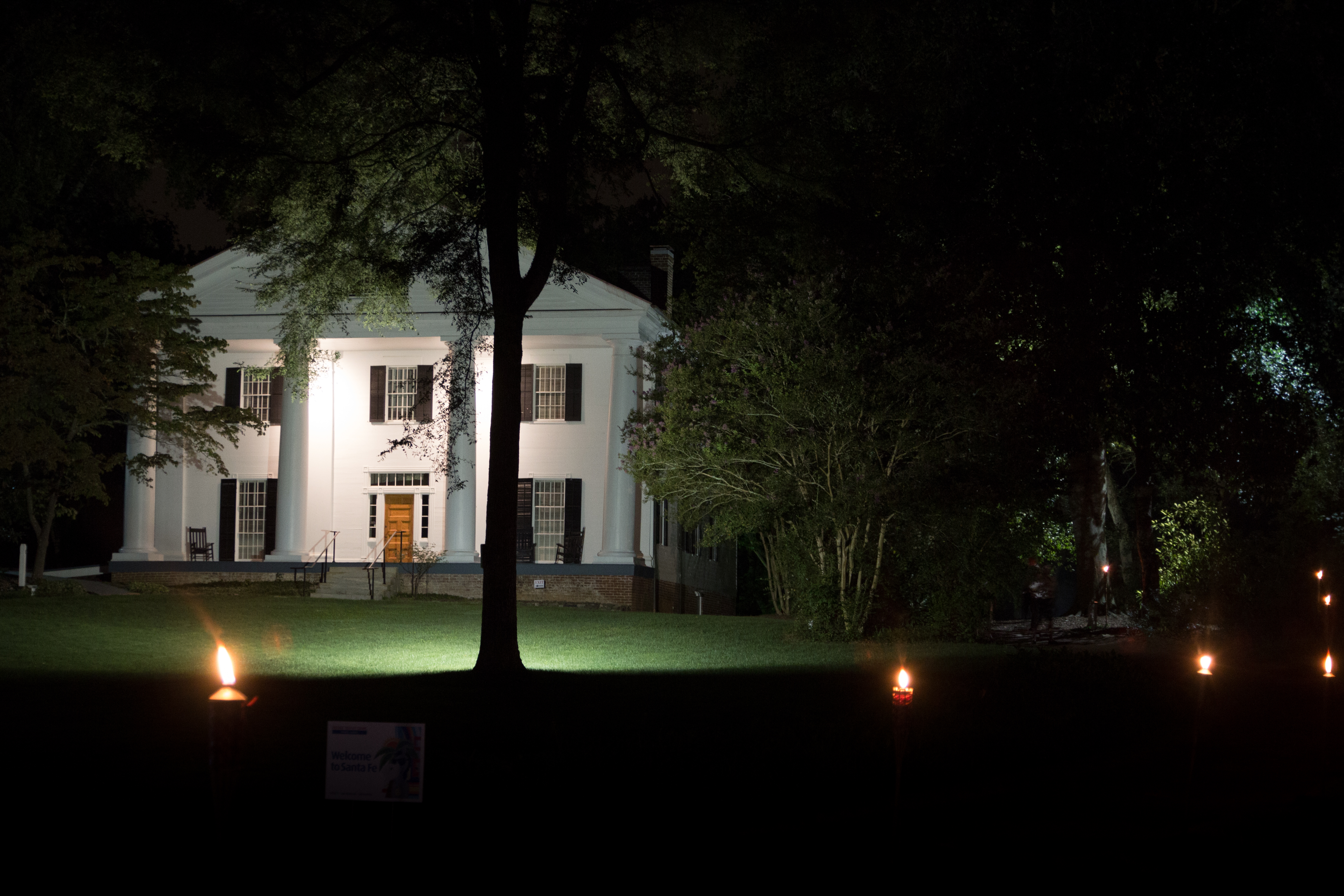
Буллок Холл

22 декабря 1853 года Теодор Рузвельт женился на Марта «Митти» Буллок (1835—1884), младшей дочери плантатора Джеймса Стивенса Буллока (1793—1849) и Марты Стюарт (1799—1864). Её братья Джеймс Данвуди Буллок (1823—1901) и Ирвин Стивенс Буллок (1842—1898) сражались на стороне Конфедеративных Штатов во время Гражданской войны. Их свадьба состоялась в семейном поместье Буллок Холл, где она познакомилась со своим мужем в 1849 году, когда он приехал в Розуэлл на свадьбу друга. У пары было четверо детей:
- Анна «Бэми» Рузвельт (1855—1931)
- Теодор Рузвельт-младший (1858—1919), 26-й президент США
- Эллиот Рузвельт (1860—1894), отец первой леди Элеоноры Рузвельт
- Корин Рузвельт (1861—1933)